# Brieven (Plato)
Onder de Brieven van Plato worden dertien brieven verstaan, die zijn overgeleverd in de handschriften van Plato's werk.

## Introductie
Van de meeste brieven neemt men aan dat ze niet door Plato zijn geschreven; in de oudheid kwam het veel voor dat brieven van beroemde personen werden gefingeerd. Alleen de 7e en 8e brief worden door de meeste specialisten voor echt gehouden. Indien deze echt zijn, leveren ze betrouwbare informatie op over het leven van Plato. Toch worden deze twee brieven ook door hen die ze niet authentiek achten, beschouwd als waardevol contemporain biografisch materiaal. Dit is begrijpelijk, want in zijn dialogen zegt Plato vrijwel niets over zichzelf; de enige uitzonderingen zijn Phaedo 59b (hij was niet aanwezig bij Socrates' dood) en Apologie van Socrates 34a (hij heeft wel het proces bijgewoond waar Socrates zijn verdedigingsrede uitsprak). De brieven daarentegen gaan uitvoerig in op een deel van Plato's leven: algemener gesteld belichten deze brieven de politieke activiteit van Plato's Academie.

## Zevende Brief

### Omstandigheden
Plato had Dion leren kennen tijdens zijn eerste verblijf op Sicilië, een Griekse kolonie. Dion had zich daar ontpopt als enthousiast aanhanger van Plato, en hij nodigde Plato 20 jaar later uit terug te komen naar Sicilië op het moment dat daar Dionysius II aan de macht kwam, iemand die filosofische interesses had, en op wie men hoop kon vestigen voor een betere politieke toekomst. Maar het werd een echec, Dion werd verbannen, en Plato werd - met alle egards, dat wel - een tijdlang vastgehouden. Ook een derde verblijf werd geen succes. Voor wat betreft Dion: hij is er kort in geslaagd de macht te veroveren, maar werd toen snel vermoord (354 v. Chr.).

### Inhoud
Het voorgewende doel van deze brief, geschreven na de dood van Dion, is om diens aanhangers en verwanten raad te geven bij hun poging om de politieke situatie op Sicilië te verbeteren. Maar feitelijk is de brief een omstandige, maar zeer zelfbewuste, verantwoording van Plato's bemoeienis met de politiek van Sicilië. 'Plato' vertelt van zijn deceptie in de Atheense politiek, van de veroordeling van Socrates, en zegt dat hij in de Atheense politiek zijn bestemming niet meer kon vinden. Hij concludeerde toen dat: de menselijke ellende niet zal ophouden voordat de waarlijk filosofisch ingestelden aan de macht komen, of dat zij die aan de macht zijn in de stadstaten zich - miraculeuzerwijze - serieus op de filosofie gaan toeleggen. (326b); het beroemde statement dat we ook uit zijn Staat kennen (V, 473d).
Dan gaat hij over op het verhaal van zijn eerste reis naar Sicilië, toen hij bijna 40 jaar oud was. Hij treft daar een weerzinwekkende decadentie aan. Alleen Dion vormt daarop een uitzondering, met wie hij bevriend raakt. Na het verhaal van zijn tweede reis geeft Plato enige raad (datgene waar het eigenlijk om begonnen was): je kunt - behalve slaven - niemand tegen zijn zin iets opleggen, dus gebruik geen geweld om dat toch te doen. Verder moeten er wetten komen, waar iedereen zich aan heeft te onderwerpen. En zoek contact, ook elders in Griekenland, met mensen die dezelfde innerlijke gesteldheid als Dion hebben. Daarna pakt hij de draad weer op van zijn relaas. Ook zijn derde tocht naar Sicilië wordt een mislukking. En nu, na de moord op Dion, hangt er een enorme rouw over Sicilië zo besluit hij.
Men kan van deze brief niet bewijzen dat Plato de auteur is; men kan daar aan twijfelen, gezien de onsamenhangendheid hier en daar. Maar niemand heeft ooit een plausibele andere auteur kunnen aanwijzen. Een overweging die volgens sommigen pleit voor de authenticiteit, is dat deze brief zeker geen slaafs samenraapsel is van citaten uit Plato's werk.
Deze brief (die langer is dan sommige van Plato's kleine dialogen) is bijzonder in de Griekse literatuur omdat het een autobiografisch geschrift is.
Het is verder niet onwaarschijnlijk dat enkele van de andere overgeleverde brieven zich voor wat betreft hun inhoud baseren op deze zevende brief.

### Filosofische uitweiding(341b - 345c)
Het bekendst is deze brief vanwege de passage die traditioneel als de filosofische uitweiding wordt aangeduid.
Als 'Plato' verneemt dat Dionysius II zelf een boekje heeft geschreven met daarin de hoofdzaken betreffende de filosofie, dan barst hij verontwaardigd uit, zeggende: Zoveel kan ik wel zeggen van allen die hebben geschreven of nog zullen schrijven, en die pretenderen op de hoogte te zijn van hetgeen mij bezighoudt (...): het is mijns inziens onmogelijk dat ze er ook maar iets van begrepen hebben. Ook bestaat er geen werk van mijn hand, noch zal dat ooit bestaan, dat handelt over deze zaken. Dit valt namelijk niet uit te drukken in woorden (zoals dat wel mogelijk is met andere onderwerpen). Het is pas na een lang en intens samenleven met dit onderwerp dat als het ware plotseling een licht ontspringt in de ziel, dat zichzelf vervolgens voedt. Zoveel weet ik ook, dat als er al over gesproken of geschreven moet worden, dat ik degene ben die dat het beste zou kunnen doen.
Om duidelijker te maken wat hij bedoelt geeft 'Plato' nu het volgende metafysisch exposé.
Van alles wat wij kunnen kennen kunnen we vijf aspecten onderscheiden:
1. De naam. Bijvoorbeeld: cirkel. Deze is willekeurig.
2. De definitie. In dit geval Datgene waarvan de omtrek overal op gelijke afstand van het middelpunt ligt. Omdat elke definitie uit woorden is opgebouwd, kan een definitie nooit een voldoende stevig fundament zijn.
3. De afbeelding. Dit zijn de door ons getekende cirkels.
4. De kennis ervan, hier op één lijn gesteld met begrip en met juiste opvatting[5]. Deze bevinden zich in onze ziel.
5. Het eindresultaat van een oneindig tegen elkaar wrijven van naam, definitie, waarnemingen en discussies, is dat men raakt aan het vijfde, de zuivere, onvergankelijke Cirkel Zelf, die waarlijk bestaat en gekend kan worden[6].

Dit vijftal kan men onderkennen bij alles: figuren, kleuren, voorwerpen, lichamen, vuur, water, levende wezens, houdingen, het Goede, het Rechtvaardige, alles wat gedaan of ondergaan wordt.
De eerste vier zijn voldoende daar waar het dagelijkse zaken betreft, maar gebrekkig daar waar het erom gaat het vijfde te bereiken. Verder is een voorwaarde dat men een zekere affiniteit met het vijfde moet hebben, plus voldoende intelligentie en een goed geheugen. Daarom zal iedereen die het serieus met deze onderwerpen meent, ze nooit op schrift stellen. Dat zou slechts resulteren in misverstand en afgunst. Had Dionysios II er dus ook maar iets van begrepen, dan had hij niets geschreven. Ook niet als geheugensteuntje, want voor dit soort zaken geldt, dat als je het eenmaal ingezien hebt, je het niet meer vergeet. Hij wilde er slechts mee pronken.

## Achtste Brief

### Omstandigheden
Gericht aan dezelfde personen als de vorige brief, is deze iets later geschreven (±353 v. Chr.). Hipparinos heeft de moordenaar van Dion, Kallipos, verdreven. Maar Dionysios II leeft nog en er is een dreiging dat hij met geweld zal terugkeren naar Syracuse.

### Inhoud
De brief behelst een raadgeving van 'Plato' om te voorkomen dat Sicilië in niet-Griekse handen valt (hij noemt als mogelijke dreigingen de Carthagers en de Osken), een ramp waar heel de Grieks sprekende gemeenschap zich tegen moet verzetten. Beide partijen spreekt hij toe. De partij van Dion dient zich te herinneren dat Dionysios I indertijd Siclië gered heeft. De naam van tiran dient vermeden te worden, verander hem in die van koning in navolging van wat Lycurgus elders gedaan heeft. Aan hen die de vrijheid nastreven en zich willen ontdoen van slavernij zegt hij: Overdreven slavernij en vrijheid vormen de grootst mogelijke ramp. Maar met mate toegepast vormen ze een goede zaak. De met mate toegepaste slavernij is horigheid aan God, de onmatige is die aan de mens. Voor verstandige mensen staat 'God' voor de wet, voor de onverstandigen staat 'God' voor plezier.
Dan voert hij Dion sprekend op, die de inwoners van Syracuse aanraadt wetten in te stellen. Stel drie koningen aan, te weten: mijn eigen zoon, Hipparinos, en de verdreven Dionysios als deze tenminste de voorwaarden accepteert. Deze zullen een goeddeels religieuze functie vervullen. Roep een wetgevende vergadering bijeen om een en ander te bekrachtigen, rechters te kiezen en 35 bewakers van de wet, zij die over oorlog en vrede beslissen, te benoemen.
Een en ander stemt overeen met hetgeen Plato beschrijft in de Wetten, VI, 752d en IX, 855c.

## Receptie
Plotinus heeft zich voor zijn lezing van Plato gedeeltelijk gebaseerd op de tweede brief, waarvan hij de authenticiteit niet betwijfelde. Het betreft hier de passage over de geheime leer (312d-313c). Zie zijn Enneaden I, 8,2 en V, 1,1-8. Ook Proclus verwijst er in zijn commentaar op de Parmenides een paar keer naar.
- Biblioteca Nacional de España: XX2069353
- Bibliothèque nationale de France: cb12385753b (data)
- Catàleg d'autoritats de noms i títols de Catalunya: 981058610712806706
- Gemeinsame Normdatei: 4210661-8
- Library of Congress Control Number: n85257484
- Nationale bibliotheek van Australië: 36586279
- Nationale Bibliotheek van Israël: 987007592873305171
- Système universitaire de documentation: 14036501X
- Virtual International Authority File: 218112892